# Transformers: la película
The Transformers: The Movie (Transformers: la película) es una película animada de 1986 basada en la serie de televisión del mismo nombre, a su vez basada en la línea de juguetes creada por Hasbro.
Fue lanzado en Norteamérica el 8 de agosto de 1986 y en el Reino Unido el 12 de diciembre de 1986. La película fue coproducida y dirigida por Nelson Shin, quien también produjo la serie original de televisión. El guion fue escrito por Ron Friedman, quien crearía The Bionic Six un año después. La película presenta las voces de Eric Idle, Judd Nelson, Leonard Nimoy, Casey Kasem, Robert Stack, Lionel Stander, John Moschitta Jr., Peter Cullen y Frank Welker. También marcó los papeles finales tanto para Orson Welles, quien murió el año anterior a su lanzamiento, como para Scatman Crothers, quien murió meses después de su lanzamiento. La historia de la película tiene lugar en 2005, 20 años después de los eventos de la segunda temporada de la serie de televisión, y sirve para pasar a la tercera temporada.
Ocurre una guerra entre los Autobots y Decepticons. Después de la muerte de Optimus Prime durante un asalto devastador en Autobot City, los Autobots restantes son perseguidos por Galvatron, la forma regenerada de Megatron y sirviente de Unicron, un transformer devorador de planetas que se propone consumir Cybertron. La película está ambientada en una banda sonora de música incidental basada en sintetizadores compuesta por Vince DiCola y música de heavy metal interpretada por varios grupos. La película presenta varias grandes batallas en las que varios personajes llegan a su fin, a menudo de una manera algo brutal. Esto ha llevado a que la película se considere sorprendentemente oscura dado su público objetivo.
La película fue muy criticada en su momento pero pasando el tiempo (así mismo, conforme las películas de Michael Bay basadas en la franquicia fueron estrenadas), mejoró a una recepción mixta de los críticos y favorable de los fanáticos y espectadores, tanto que se volvió una película de culto.

## Historia
En el distante planeta Lithone vive una raza de robots inteligentes en el que viven en paz y tranquilidad. Sus actividades diarias se interrumpen un día, cuando un planeta de metal gigante aparece en el cielo. Cuando se acerca, una emisión de fuego sale de él, destruyendo la superficie del planeta. Son destruidas ciudades enteras y son comidas por el gigante objeto. Los dos grandes cuernos del «planeta monstruo» actúan como dientes para llevar a Lithone a su aparato digestivo. Kranix y Orbulus saben lo que el monstruo es: él es un robot omnipotente que es conocido como Unicron. Comprendiendo que su única esperanza es evacuar el planeta, ellos se apresuran a su transbordador espacial. Cuando Lithone es destruido en billones de pedazos más pequeños, sus transbordadores intentan escapar de la atracción del poderoso Unicron, siendo el transbordador de Kranix y Orbulus el único que logra escapar.
En 2005, la guerra entre los Autobots y los Decepticons ha culminado en la conquista de su planeta natal Cybertron; El primero, que opera desde las dos lunas de Cybertron, prepara una contraofensiva. Optimus Prime envía un transbordador a Autobot City (que no debe confundirse con Metroplex) en la Tierra para obtener suministros de Energon; Los Decepticons, liderados por Megatron, comandan la nave y matan a la tripulación, que consiste en Ironhide, Ratchet, Prowl y Brawn. Viajando a la Tierra, los Decepticons atacan Autobot City; matan a muchos Autobots, dejando solo unos pocos vivos, incluidos Hot Rod, Kup, Ultra Magnus, Arcee, Springer, Blurr, Perceptor, Blaster y el humano Daniel Witwicky. Al día siguiente, Optimus y los Dinobots llegan como refuerzos. Optimus se abre paso entre numerosos Decepticons para enfrentarse a Megatron en un combate brutal que deja a ambos heridos de muerte. En su lecho de muerte, Optimus pasa la Matriz de Liderazgo a Ultra Magnus, informándole que su poder iluminará la hora más oscura de los Autobots.
Los Decepticons se retiran de Autobot City y regresan a Cybertron. A mitad del viaje, arrojan a sus heridos de Astrotrain, incluido Megatron, a manos de su traicionero Starscream, el segundo al mando. A la deriva en el espacio, Unicron encuentra a los heridos. Unicron ofrece a Megatron un nuevo cuerpo a cambio de destruir la Matrix, que tiene la capacidad de destruir Unicron. Megatron acepta a regañadientes y se convierte en Galvatron, mientras que los Decepticons arrojados junto con él se convierten en sus nuevas tropas: Cyclonus, Scourge y Sweeps. De vuelta en Cybertron, Galvatron interrumpe la coronación de Starscream como líder de Decepticon y lo mata. Al retomar el mando de los Decepticons, Galvatron dirige sus fuerzas para buscar a Ultra Magnus en la arruinada Autobot City. Los Autobots sobrevivientes escapan en dos transbordadores separados, los cuales son derribados por los Decepticons y chocan en diferentes planetas.
Los Quintesson toman prisioneros a Hot Rod y Kup: tiranos de múltiples caras que sostienen canchas de canguro y ejecutan prisioneros dándoles de comer a los Sharkticons. Hot Rod y Kup se enteran de Unicron de Kranix, el ahora sobreviviente solitario de Lithone. Después de que Kranix es ejecutado, Hot Rod y Kup escapan de su propio juicio, ayudados por la llegada de los Dinobots y el pequeño Autobot Wheelie, que los ayuda a encontrar una nave para abandonar el planeta.
Los otros Autobots aterrizan en el planeta basura, con lo que Galvatron mata a Ultra Magnus y se apodera de la Matrix, ahora con la intención de usarlo para controlar a Unicron. Los Autobots se reúnen y se hacen amigos de los Junkions locales, liderados por Wreck-Gar, quienes luego reconstruyen a Magnus. Deduciendo que Galvatron tiene la Matriz, los Autobots y Junkions vuelan a Cybertron, ya que se descubrieron capaces de transformarse en el Coloso de los robots. Sin embargo, Unicron llega primero a Cybertron y comienza a consumir el planeta.
Los Autobots chocan su nave espacial a través del ojo de Unicron, pero se separan en el proceso. Daniel salva a su padre Spike de ser devorado; También rescatan a Jazz, Bumblebee y Cliffjumper. En otro lugar, Hot Rod se enfrenta a Galvatron y este último busca formar una alianza con el Autobot, solo para que Unicron lo obligue a atacar a su enemigo compartido. Hot Rod obtiene la Matrix, que lo convierte en Rodimus Prime: el Autobot que Optimus dijo que iluminaría su hora más oscura. Rodimus arroja a Galvatron al espacio y usa el poder de la Matrix para destruir a Unicron desde el interior.
Los Autobots celebran el final de la guerra y la retoma de Cybertron con la inauguración de Rodimus Prime. Mientras tanto, la cabeza cortada de Unicron, que se regenera lentamente, orbita a Cybertron.

## Reparto
| Actor              | Personaje                                        |
| ------------------ | ------------------------------------------------ |
| Peter Cullen       | Optimus Prime, Ironhide                          |
| Judd Nelson        | Hot Rod                                          |
| Robert Stack       | Ultra Magnus                                     |
| Susan Blu          | Arcee                                            |
| Lionel Stander     | Kup                                              |
| Frank Welker       | Megatron / Soundwave / Frenzy / Rumble / Wheelie |
| Leonard Nimoy      | Galvatron                                        |
| Buster Jones       | Blaster                                          |
| John Moschitta Jr. | Blurr                                            |
| Paul Eiding        | Perceptor                                        |
| Gregg Berger       | Grimlock                                         |
| Neil Ross          | Springer / Slag / Bonecrusher / Hook             |
| Michael Bell       | Swoop / Scrapper                                 |
| Scatman Crothers   | Jazz                                             |
| Casey Kasem        | Cliffjumper                                      |
| Dan Gilvezan       | Bumblebee                                        |
| Corey Burton       | Brawn / Shockwave / Spike Witwicky               |
| Stanley Jones      | Scourge                                          |
| Chris Latta        | Starscream                                       |
| Don Messick        | Scavenger                                        |
| Jack Angel         | Astrotrain / Ramjet                              |
| Ed Gilbert         | Blitzwing                                        |
| Clive Revill       | Kickback                                         |
| Hal Rayle          | Shrapnel                                         |
| Orson Welles       | Unicron                                          |
| Roger C. Carmel    | Líder de los Quintessons                         |
| Eric Idle          | Wreck-Gar                                        |
| David Mendenhall   | Daniel Witwicky                                  |
| Norman Alden       | Kranix                                           |
| Victor Caroli      | Narrador                                         |

## Producción
La película tenía un presupuesto de $6 millones, seis veces mayor que el presupuesto utilizado para crear 90 minutos de la serie regular de dibujos animados. El equipo de casi cien personas de Nelson Shin normalmente tarda tres meses en hacer un episodio de la serie, por lo que, a pesar del presupuesto adicional, se enfrentó a limitaciones de tiempo considerables para hacer la película y al mismo tiempo continuar la producción en la serie de televisión. Según Shin, Hasbro tomó las decisiones sobre qué personajes incluir o matar. "Crearon la historia utilizando personajes que podrían comercializarse mejor para la película. Solo con esa consideración podría tener libertad para cambiar la historia". A Shin también se le ocurrió el concepto de que los Transformadores cambiaran de color cuando muriesen: "Cuando Optimus Prime murió, cambié su color de rojo y azul a gris para mostrar que el espíritu había desaparecido de su cuerpo".
El vicepresidente de Toei Animation, Kozo Morishita, pasó un año en los Estados Unidos durante la producción de la película. Morishita supervisó la dirección de arte e insistió en que los Transformers recibieran varias capas de sombreado y oscuridad para darles una apariencia más dinámica y detallada.
The Transformers: The Movie fue la película final a la que Orson Welles contribuyó antes de su muerte. Poco antes de morir, le dijo a su biógrafa, Barbara Leaming, "¿Sabes lo que hice esta mañana? Hice la voz de un juguete. Soy un planeta. Amenazo a alguien llamado Algo u otro. Luego me destruyen. Mi plan para destruir Cualquier-cosa es frustrado y me destrozo en la pantalla". Sin embargo, el director Nelson Shin afirma que Welles originalmente había estado complacido de aceptar el papel después de leer el guion original y había expresado su admiración por las películas animadas.

## Banda sonora
La canción de Stan Bush "The Touch", que apareció prominentemente en la película, fue escrita originalmente para la película Cobra (película) de Sylvester Stallone. La canción apareció más tarde como una versión remezclada para el juego de 2012 nombrado Transformers: Fall of Cybertron y en la película de acción en vivo 2018 llamada Bumblebee. La película también presenta otras canciones conocidas como "Instruments of Destruction" de NRG, la canción de Stan Bush "Dare" y también dos canciones de Specter General, "Nothin's Gonna Stand in Our Way" y "Hunger". La canción "Dare To Be Stupid" de "Weird Al" Yankovic también se usa en la película. El tema musical de Transformers para la película fue interpretado por la banda Lion.

## Estreno
En 2018, la película se volvió a estrenar en septiembre por una noche solo en los Estados Unidos, y se proyectará en 450 salas de cine (más tarde aumentaron con 300, un total de 750).

### Recaudación
La película se estrenó en 990 pantallas en los Estados Unidos y recaudó $ 1,778,559 en su primer fin de semana. Se abrió en el puesto 14 detrás de About Last Night, que había estado en los cines durante cinco semanas en ese momento. La recaudación final de la película fue de $5,849,647, lo que la convirtió en la 99a película más taquillera de 1986. Hasbro perdió US $10 millones por el pobre desempeño combinado de esto, y su colaboración previa con De Laurentiis Entertainment Group (DEG), My Little Pony: The Movie. Sin embargo, Transformers se ha convertido en un clásico de culto. La película ha sido remasterizada y proyectada por la noche desde entonces.

### Formato casero
Aunque el avance describe la película como una "acción panorámica espectacular", la película fue animada en formato 4:3 "pantalla completa". La función se recortó verticalmente a dimensiones de pantalla panorámica para proyecciones teatrales y se lanzó en pantalla completa en video casero y DVD. El DVD del vigésimo aniversario lanzado por Sony BMG en 2006 presenta video remasterizado e incluye tanto la versión de pantalla completa como la de pantalla panorámica.
La versión del Reino Unido, así como el lanzamiento de 1999 de Rhino Films VHS, presenta texto desplazable y narración al comienzo de la película que reemplaza los créditos del reparto, y una narración de cierre adicional que asegura a los espectadores que "Optimus Prime regresará".
La película fue lanzada originalmente en 1987 en VHS, Betamax y LaserDisc en Norteamérica por Family Home Entertainment.
La película fue lanzada por primera vez en DVD en 2000 por Rhino Entertainment y distribuida exclusivamente en Canadá por Seville Pictures.
Metrodome Distribution lanzó una edición definitiva de The Transformers: The Movie DVD en junio de 2007 (un mes antes del lanzamiento de la película Transformers de acción real) en el Reino Unido (Región 2). Los extras incluyen muchos de los extras contenidos en la edición "Remasterizada" de la película en el primer disco, con comentarios de los fanáticos como la única adición además de un tráiler de Transformers hecho por fanáticos. El segundo disco contiene entrevistas con Peter Cullen y Flint Dille. "Scramble City" también se incluye como un extra.
Shout! Factory lanzó una edición del 30 aniversario de la película en Blu-ray y DVD el 13 de septiembre de 2016.

## Recepción
The Transformers: The Movie recibió críticas mixtas y actualmente tiene un 58% de aprobación en Rotten Tomatoes con 23 críticas. Su consenso de críticos que afirma: "Una experiencia sorprendentemente oscura, emocional y casi excesivamente cínica para los fans de Transformers". La película tiene una calificación media de 5,3 sobre 10.
En su lanzamiento original, la película fue un fracaso de taquilla, y así mismo, blanco de las críticas en su mayoría negativas.
El historiador de cine Leonard Maltin calificó la película como una "BOMBA" (la calificación más baja posible en su Guía de películas y vídeos), y "poco más que un odioso anuncio de juguetes de larga duración... Esa ensordecedora partitura de rock ciertamente no ayuda".
Caryn James, de The New York Times, describió la película diciendo: "Aunque toda esta acción puede cautivar a los niños pequeños, la animación no es lo suficientemente espectacular como para deslumbrar a los adultos, y los Transformers tienen pocos elementos verdaderamente humanos para atraer a los padres, incluso cuando sus voces son suministradas por actores conocidos".
Con el tiempo, así mismo con el desempeño de la crítica con respecto a las más recientes películas de Transformers dirigidas por Michael Bay, The Transformers: The Movie mejoró favorablemente en críticas, volviéndose en una película de culto.
"Aunque es una película modesta comparada con la de Michael Bay (Transformers de 2007), la Transformers original es la mejor película", escribió John Swansburg de Slate. "No hay nada que se acerque a la profundidad narrativa de la original".
Gabe Toro, de CinemaBlend, escribió en 2014: "...The Transformers: The Movie ofrece por lo demás el tipo de emoción de persecución que se deriva de los robots que pueden convertirse en coches. Contrasta con la visión de Michael Bay, donde los robots básicamente abandonan sus habilidades de transformación para tener interminables y violentos golpes que aniquilan ciudades. Las películas de Bay muestran la acción como una orgía de chatarra. La oferta del 86 se ralentiza para permitir que actores como Leonard Nimoy y, sí, incluso Orson Welles ofrezcan actuaciones reales. Los fans de las películas de Transformers de Michael Bay pueden disfrutarlas. Pero nunca superarán la gravedad y la emoción de The Transformers: The Movie".
"[La] nostalgia es una cosa curiosa: para muchos de los que formamos parte del club de fans de Transformers de más de 30 años, esa primera película fue una parte integral de nuestra infancia. Al diablo con lo que decían las críticas: la película de Transformers O.G. sacudió nuestros mundos colectivos", escribió Kashann Kilson de Inverse en 2015: "Nos sigue gustando tanto la original que parte de la diversión de ver los festivales de explosiones de Bay es poder agitar nuestros bastones ante los más pequeños y ponernos poéticos sobre cómo, en nuestros días, Hollywood sabía cómo hacer una película de verdad sobre robots guerreros gigantes y alienígenas."